# Rehdorf (Oberasbach)
Rehdorf (fränkisch: Reh-doaf) ist ein Gemeindeteil der Stadt Oberasbach im Landkreis Fürth (Mittelfranken, Bayern). Rehdorf liegt in der Gemarkung Leichendorf.

## Geographie
Durch das Dorf fließt der Kreuzbach (im Unterlauf Asbach genannt), ein linker Zufluss der Rednitz. Der Ort ist von Acker- und Grünland mit vereinzeltem Baumbestand umgeben. 1 km südlich befindet sich die Wolfshöhe (363 m ü. NHN). Eine Gemeindeverbindungsstraße führt nach Oberasbach (1 km nordöstlich) bzw. nach Anwanden zur Kreisstraße FÜ 14 (1,3 km westlich), eine weitere führt nach Lind ebenfalls zur FÜ 14 (1,3 km nordwestlich).

## Geschichte
Der Ort wurde im Berg’schen Reichslehenbuch von 1396 als „Redorf“ erstmals urkundlich erwähnt. Das Bestimmungswort des Ortsnamens ist das Reh.
Gegen Ende des 18. Jahrhunderts gab es in Rehdorf 7 Anwesen. Das Hochgericht übte das brandenburg-ansbachische Richteramt Roßtal aus. Die Dorf- und Gemeindeherrschaft hatte das Landpflegamt Nürnberg, was aber vom Richteramt Roßtal strittig gemacht wurde. Grundherren waren das Landesalmosenamt der Reichsstadt Nürnberg (1 Hof) und die Nürnberger Eigenherren von Ebner (1 Hof), von Gugel (1 Hof), von Haller (1 Hof), von Murr (1 Halbhof), von Praun (1 Hof). Außerdem gab es ein Gemeindehirtenhaus. 1801 gab es im Ort 6 Anwesen.
Von 1797 bis 1808 unterstand der Ort dem Justiz- und Kammeramt Cadolzburg. Im Rahmen des Gemeindeedikts wurde Rehdorf dem 1808 gebildeten Steuerdistrikt Leichendorf zugeordnet. Es gehörte auch der im selben Jahr gegründeten Ruralgemeinde Leichendorf an.
Im Rahmen der Gebietsreform in Bayern wurde Rehdorf am 1. Januar 1976 nach Oberasbach eingemeindet.

### Baudenkmal
- Rehdorfer Str. 4: Bauernhaus[11]

### Einwohnerentwicklung
| Jahr      | 001818 | 001840 | 001861 | 001871 | 001885 | 001900 | 001925 | 001950 | 001961 | 001970 | 001987 | 002022 |
| Einwohner | 63     | 68     | 77     | 87     | 85     | 104    | 91     | 190    | 180    | 151    | 126    | 395    |
| Häuser    | 9      | 9      |        |        | 15     | 15     | 17     | 20     | 29     |        | 42     |        |
| Quelle    | [ 13 ] | [ 14 ] | [ 15 ] | [ 16 ] | [ 17 ] | [ 18 ] | [ 19 ] | [ 20 ] | [ 21 ] | [ 22 ] | [ 23 ] | [ 1 ]  |

## Religion
Der Ort ist seit der Reformation evangelisch-lutherisch geprägt und bis heute nach St. Rochus (Zirndorf) gepfarrt. Die Einwohner römisch-katholischer Konfession sind nach St. Johannes (Oberasbach) gepfarrt.